# Bad Reichenhall
Bad Reichenhall (pronunciación en alemán: /baːt ʁaɪ̯çn̩ˈhal/ⓘ) es un balneario y centro administrativo del distrito de Berchtesgadener Land en Alta Baviera (Alemania). Se encuentra cerca de Salzburgo en una cuenca rodeada por los Alpes del Chiemgau (incluyendo el monte Staufen (1771 m s. n. m.) y el monte Zwiesel (1781 m).

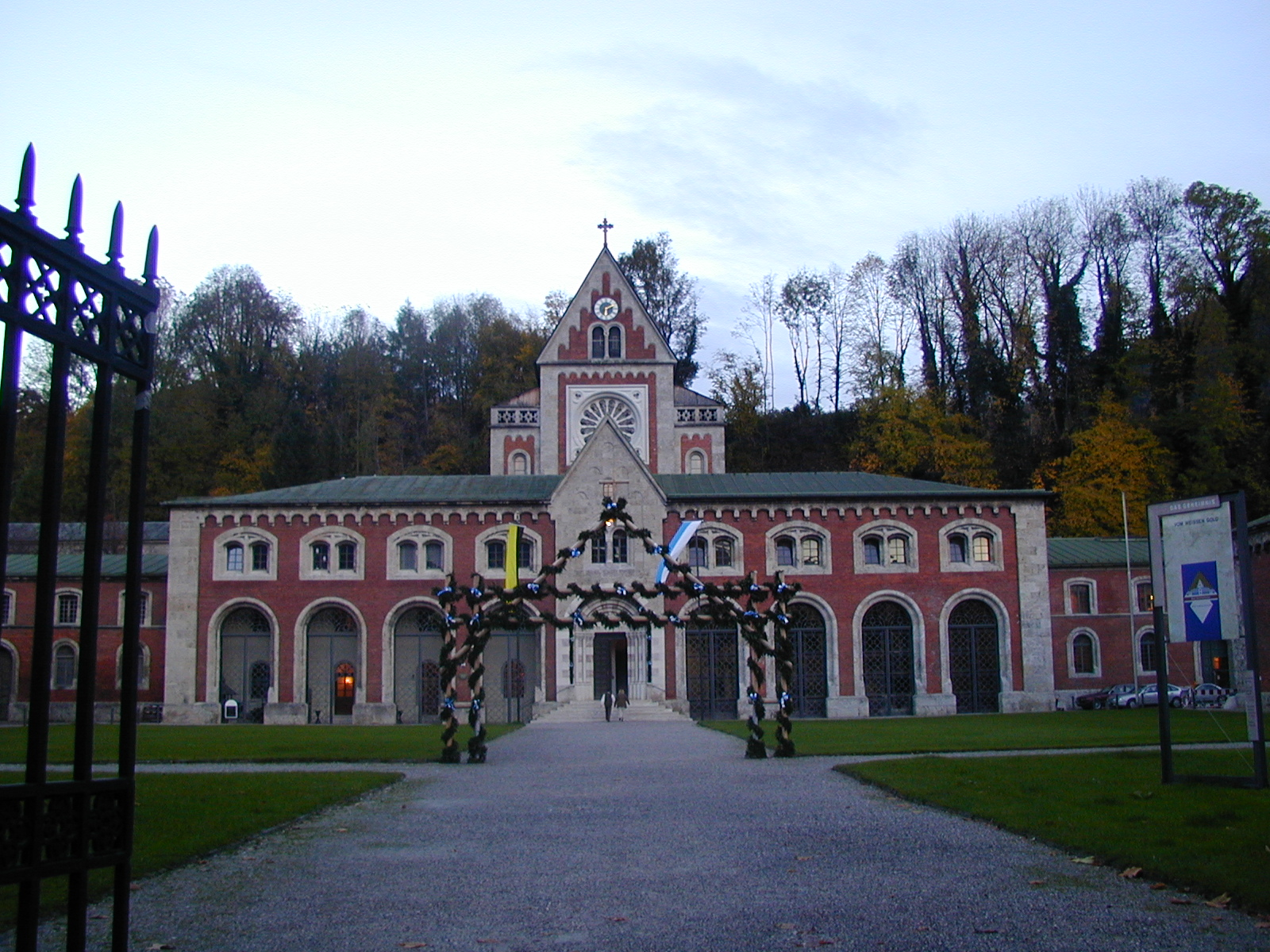
Alte Saline (antigua refinería de sal)

Bad Reichenhall es un centro tradicional de producción de  sal, obtenida por evaporación de agua saturada de sal de estanques de salmuera.

## Historia
- Los primeros habitantes de esta zona son las tribus de la cultura de Glockenbecher (una cultura de la Edad de Bronce, de alrededor de 2000 a. C.).
- En la era de la cultura de La Tène (aproximadamente 450 a. C.) comenzó la producción de sal organizada utilizando las piscinas de salmuera locales. En el mismo período, un lugar de culto celta se sitúa en el Langacker.
- Desde 15 a. C. a 480, la ciudad es parte de una provincia romana, la Nórica.
- En 1136, San Zenón funda el Monasterio.
- Entre 1617-1619 una tubería de madera para exportar la salmuera a Traunstein fue construida con una longitud de 31 km, y más de 200 m de diferencia de altitud.
- En 1834, 2/3 de los edificios de la ciudad fueron destruidos por un gran incendio.
- A principios del siglo XIX comienza el turismo, con Reichenhall como un complejo balneario de salud famoso.
- Desde 1890, Reichenhall es llamada «Bad Reichenhall».
- El 25 de abril de 1945, el área es bombardeada por fuerzas aliadas, con 200 personas muertas. El centro de la ciudad, con muchos hospitales y la estación de ferrocarril, queda destruido, mientras las barracas militares no fueron tocadas. Después de la Segunda Guerra Mundial, el área estuvo bajo control militar norteamericano (1945–1948).
- El 8 de mayo de 1945, el General Leclerc se presentó ante un grupo desafiante de 11-12 soldados capturados de la 33.ª División de Granaderos SS Voluntarios Charlemagne. El General de la Francia libre inmediatamente les preguntó por qué llevaban un uniforme alemán, a lo que uno de ellos respondió preguntando al General por qué llevaba uno americano (los soldados de la Francia libre vestían uniformes del ejército de Estados Unidos modificados). El grupo de hombres de las Waffen-SS francesa fue ejecutado más tarde sin ningún tipo de procedimiento del tribunal militar en tanto su pertenencia a la División Charlemagne no dejaba duda alguna sobre su colaboración con el enemigo nazi.[2] Sus tumbas están en Francia.[3]

- El 1 de noviembre de 1999 Martin Peyerl de 16 años tiroteó a transeúntes desde su ventana, asesinando a tres e hiriendo a varios entre ellos al actor Günter Lamprecht. Finalmente se suicidó no sin antes herir fatalmente a su hermana y asesinar al gato familiar.

### Desastre de pista de patinaje sobre hielo
Quince personas, doce de ellos niños, murieron en el derrumbe del techo de la pista de hielo de Bad Reichenhall el  2 de enero de 2006. Treinta y cuatro personas resultaron heridas en el accidente

## Personas famosas de Bad Reichenhall
- Anni Friesinger (1977-), patinadora de velocidad (nacida en Bad Reichenhall, vivió en Inzell lejos ~ 10 km y ahora vive en Salzburgo)
- Lore Frisch (1925-1962), conocida actriz alemana en la década de 1940 y 1950. Se mudó de Traunstein a Bad Reichenhall a mediados de los años 1930 y su inicio en la actuación en Bad Reichenhall antes de hacerse famosa en Múnich y Berlín.
- Barbara Gruber: esquiadora de montaña
- Regina Häusl: esquiadora alpina (nacida en Bad Reichenhall, comenzando con el Ski-Klub Bad Reichenhall, vive en Schneizlreuth desde su nacimiento)
- Andreas Hinterstoisser: montañista
- Andreas Hofer (compositor): compositor
- Stefan Holzner: triatleta
- Michael Neumayer: saltador en esquí
- Georg Nickaes: esquiador de montaña
- Gunther Rall (1918-2009): as de la Luftwaffe en la Segunda Guerra Mundial que tiene acreditadas 275 victorias durante la Segunda Guerra Mundial: 272 en el Frente oriental, de los cuales 241 fueron contra cazas soviéticos. Voló un total de 621 misiones de combate, fue derribado 8 veces[5] y fue herido 3 veces. Luchó en la invasión de Francia, la batalla de Inglaterra, en la campaña de los Balcanes de campaña de los Balcanes (Segunda Guerra Mundial) y en Creta. Comenzó el conflicto como un joven subteniente y era Gran Comodoro del JG 300 a la rendición.
- Hans Söllner: cantante- compositor de canciones
- Peter Schreyer (1953-): diseñador de autos como el Audi TT.
- Maria Theresia Starzmann: arqueóloga
- Markus Eisenbichler (1991-), saltador de esquí.